# Spathius fragilis
Spathius fragilis är en stekelart som beskrevs av Nixon 1943. Spathius fragilis ingår i släktet Spathius och familjen bracksteklar. Inga underarter finns listade i Catalogue of Life.